# 大華士站
大華士地铁站（英語：Tawas MRT Station，代號JW2）是新加坡地鐵裕廊區域線上的車站，位于新加坡本岛西部集水區规划区。车站预计将于2027年启用。